# Craniophora harmandi
Craniophora harmandi là một loài bướm đêm trong họ Noctuidae.

## Hình ảnh

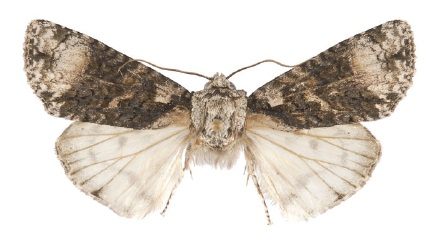
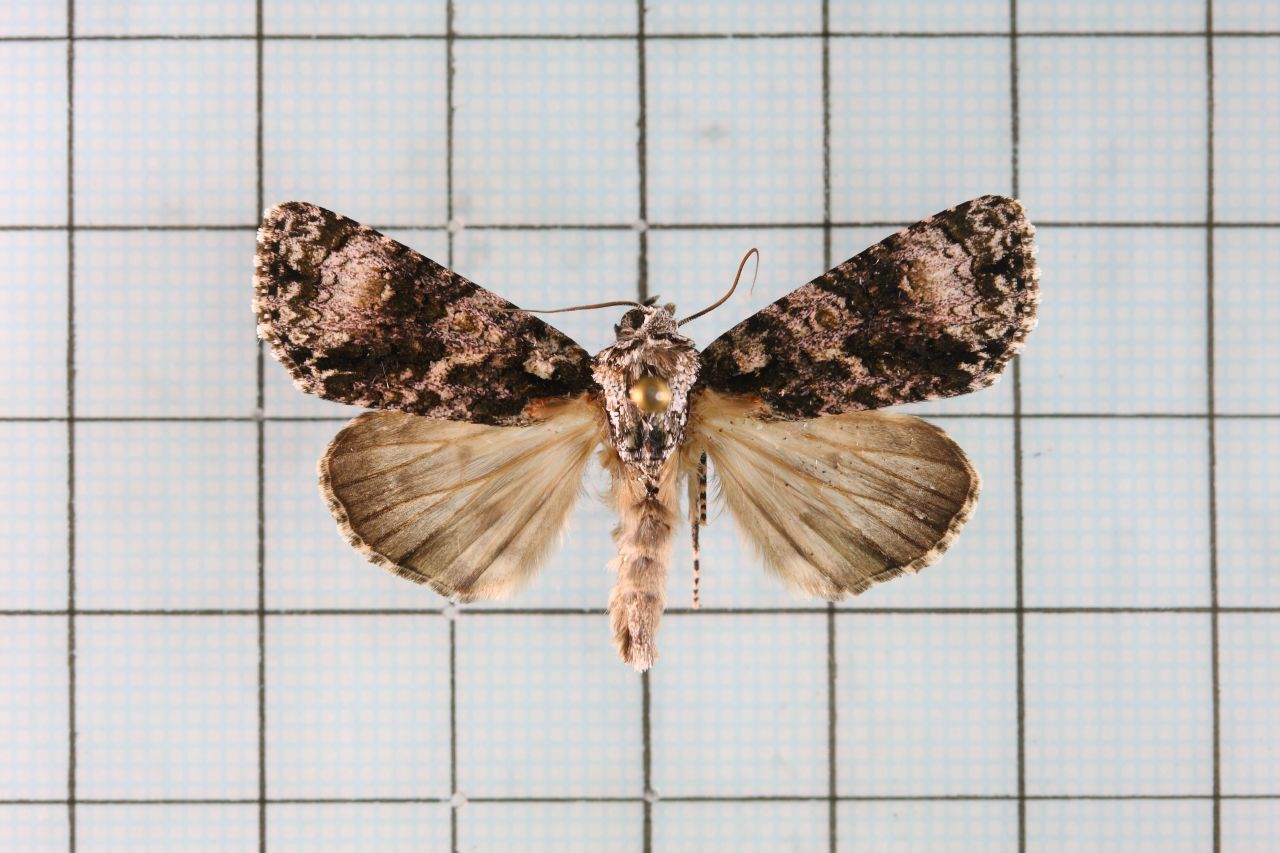
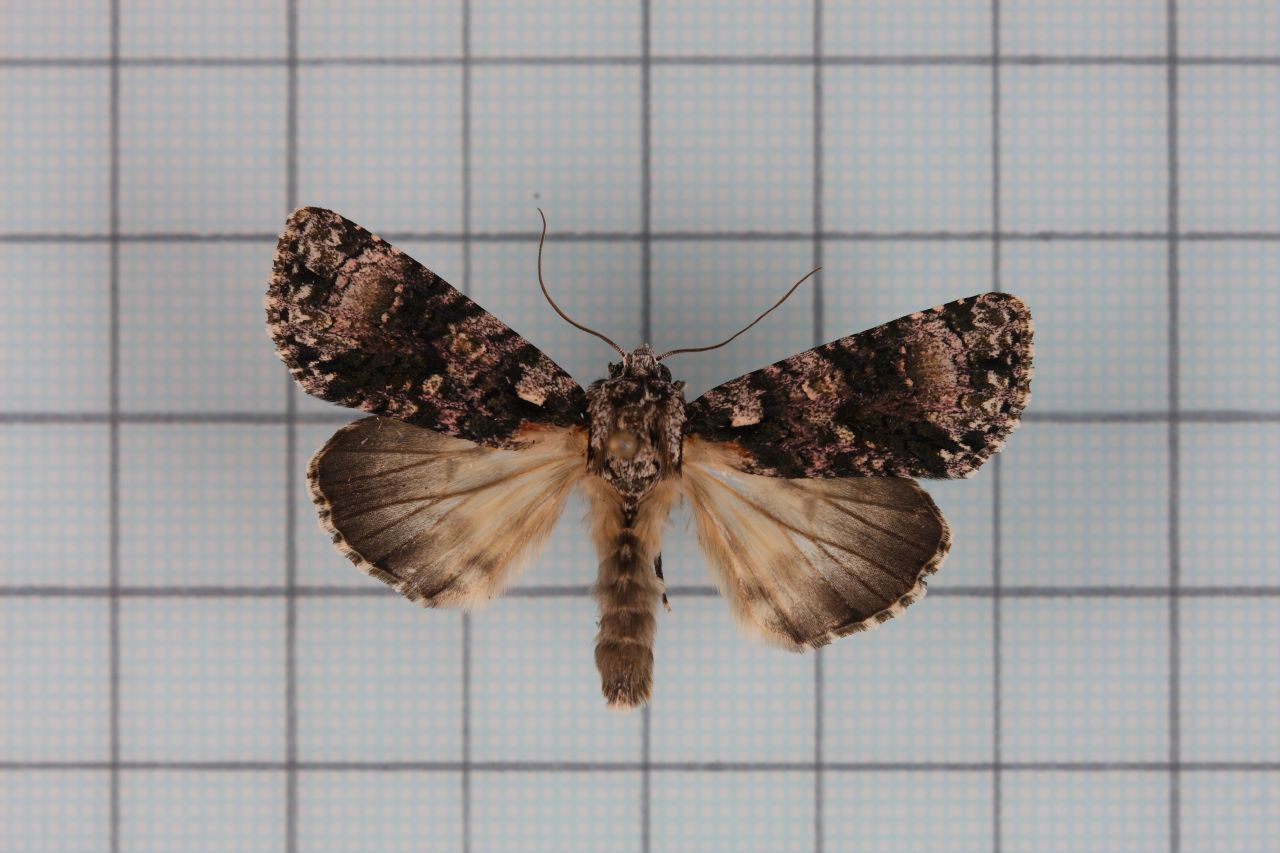